# Prisenordnung
Prisenordnung ist die Bezeichnung der deutschen und früher auch österreichischen Kodifikation des Prisenrechts, das im Kriegsfall erlaubt, privates Eigentum zu erbeuten.
In Deutschland gilt die „Prisenordnung“ vom 28. August 1939. Sie wurde im Gegensatz zu ihrem Vorläufer, der Verordnung vom 30. September 1909, als Gesetz beschlossen, behielt jedoch die Bezeichnung „Prisenordnung“ bei. Nach dem Zweiten Weltkrieg wurde sie nicht außer Kraft gesetzt und gilt weiter für die Deutsche Marine, 1964 mit redaktionellen Bearbeitungen inhaltlich unverändert umgesetzt im ständigen Befehl der Flotte Nr. 10.
Österreich hat die Prisenordnung des Deutschen Reichs, die nach dem „Anschluss“ dort eingeführt wurde, durch das Bundesgesetz vom 30. Oktober 1959 zur Aufhebung schiffahrtsrechtlicher Vorschriften (BGBl. Nr. 234/1959) aufgehoben.

## Weblinks

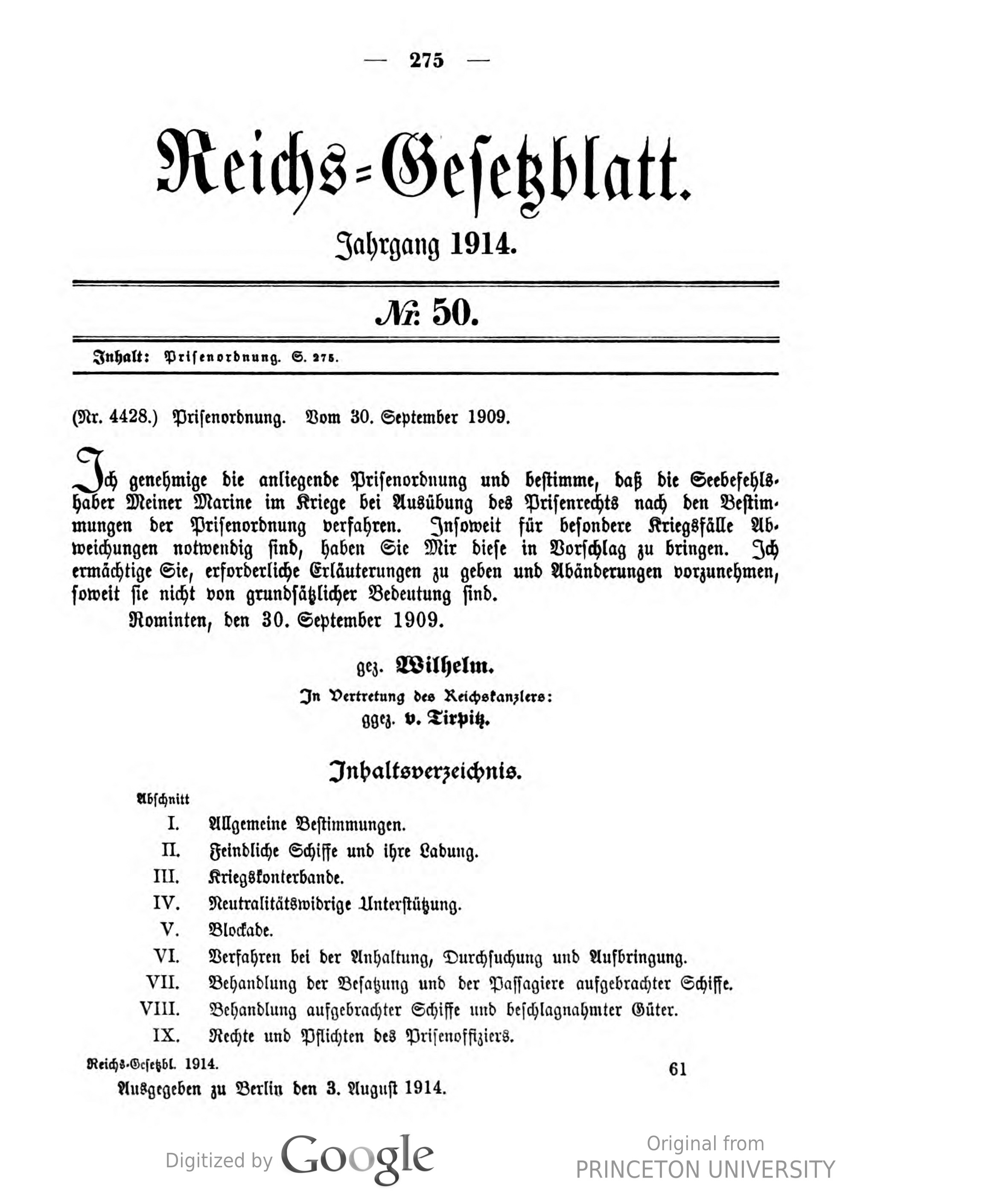
Prisenordnung vom 30. September 1909, veröffentlicht im Reichsgesetzblatt vom 3. August 1914